# أميليا إدواردز
أميليا آن بلانفورد إدوراردز (بالإنجليزية: Amelia Ann Blanford Edwards) ـ (17 يونيو 1831 ـ 15 أبريل 1892) هي روائية وصحفية ورحالة وعالمة مصريات إنجليزية.
من بين نجاحاتها الأدبية رواية "عربة الأشباح" (١٨٦٤)، ورواية "تاريخ باربرا" (١٨٦٤) و"اللورد براكنبيري" (١٨٨٠)، وكتاب رحلاتها "مصر على بُعد ألف ميل من النيل" (١٨٧٧). كما حررت مختارات شعرية نُشرت عام ١٨٧٨.
في عام ١٨٨٢، شاركت في تأسيس جمعية استكشاف مصر. ولُقبت بـ"عرابة علم المصريات" لمساهمتها في هذا المجال.

## من أعمالها الروائية
- زوجة أخي (بالإنجليزية: My Brother's Wife) ـ 1855، وهي أول رواياتها الطويلة
- تاريخ باربرا (بالإنجليزية: Barbara's History) ـ 1864
- اللورد براكنبيري (بالإنجليزية: Lord Brackenbury) ـ 1880، أنجح رواياتها؛ طُبعت 15 طبعة.
- عدد من قصص الأشباح،[5][6] أشهرها «عربة الأشباح» (بالإنجليزية: The Phantom Coach) ـ 1864

## روابط خارجية
- أميليا إدواردز على موقع ميوزك برينز (الإنجليزية)